# Tonga Rugby Union
| Oficjalna nazwa    | Tonga Rugby Union                                                |
| Polska nazwa       | Tongijski Związek Rugby                                          |
| Data założenia     | 1923                                                             |
| Członek IRB od     | 1987                                                             |
| Siedziba           | Fasi Moe Afi ʻA Tungi, Salote Road, Nukuʻalofa, Tongatapu, Tonga |
| Prezes             | Epi Taione                                                       |
| Strona internetowa | Tonga Rugby                                                      |

Tonga Rugby Union – związek rugby odpowiedzialny za rozgrywki krajowe na Tonga i występy reprezentacji. Związek powstał w roku 1923.
Związek wraz ze związkami z Fidżi i Samoa w latach 2002-2009 tworzył zespół Pacific Islanders.